# Klugea
Klugea is een rondwormengeslacht uit de familie van de Phanodermatidae.